# Долтри Кэлхун
«Долтри Кэлхун» (англ. Daltry Calhoun) — фильм 2005 года американского режиссёра Катрины Холден Бронсон. Одним из продюсеров картины является Квентин Тарантино. Премьера состоялась 25 сентября 2005 года. В России «West Video» 2 декабря 2005 года выпустила этот фильм на DVD. Сборы в США составили 12,5 тыс. $.

## Сюжет
Однажды, когда Долтри был способен думать только о спасении своей компании от краха, ему привозят 14-летнюю дочь, которая ещё не знает, что он её отец. Теперь у Долтри задачка посложнее: две женщины, дочь Джун и бизнес…

## В ролях
| Актёр           | Роль          |
| --------------- | ------------- |
| Джонни Ноксвилл | Долтри Кэлхун |
| Джульет Льюис   | Флора         |
| Элизабет Бэнкс  | Мэй           |
| Кик Гарри       | Фрэнки        |
| Дэвид Кокнер    | Дойл Ирл      |
| Софи Трауб      | Джун          |

## Съёмочная группа
- Катрина Холден Бронсон — режиссёр / сценарист
- Даниэль Ренфрю — продюсер
- Мэттью Ирвинг — оператор
- Анастасия Браун Brown — звукорежиссёр
- Говард Паар — звукорежиссёр
- Джон Суихард — композитор
- Дэниель Пэджетт — редактор
- Трэйси Галахер — художник-постановщик
- Тод Кинг — сопродюсер
- Эрика Стейнберг — исполнительный продюсер
- Квентин Тарантино — исполнительный продюсер
- Эдель Плаух — художник по декорациям
- Минка Дрэйпер — художник по костюмам
- Келли Энн Росс — декоратор
- Лори Дови — звук
- Николас Ли — первый ассистент режиссёра
- Шейла Джэфф — кастинг
- Хенрик Фетт — визуальные эффекты
- Фредерик Говард — монтаж звука

## Релиз и критика
Картина вышла в ограниченный прокат лишь на 13 экранах США и собрала $12,5 тыс., при бюджете в $3 млн. Была встречена очень холодно как зрителями, так и критиками. На сайте Rotten Tomatoes фильм получил от критиков всего 7 % свежести при 2-х положительных рецензиях и 26-ти отрицательных. Средняя оценка рецензентов 3,6 из 10-ти. Вывод сайта звучит следующим образом: «Наблюдение за ростом травы, вероятно, более интересное занятие, нежели просмотр этой унылой истории о продавце дёрна». Лишь Стефен Гаррет из «Time Out New York» и Джонатан Хикмэн из «Entertainment Insiders» отозвались о фильме, в целом, положительно. Первый отметил, что у фильма есть свои недостатки, но они незначительны и вполне простительны, а второй называет фильм добродушной независимой комедийной драмой, которая понравится поклонникам независимых фильмов.
- Лу Люменик («New York Post»): «Ноксвилл очень старается и источает определённую привлекательность, но не может справиться с особенно драматическими моментами»[2].
- Джеми Бернард («Daily News (New York)»): «Непонятный, неприятный и незначительный фильм»[2].
- Лаура Кён («New York Times»): «Хотя фильм начинается довольно забавно, новичок в режиссёрском деле Катрина Холден Бронсон, кажется, потратила больше энергии на создание подавляющего саундтрека, нежели на проработку отношений между героями»[4].
- Роберт Кёхлер («Variety»): «Череда сцен в поисках кино»[5].
- Шери Линден («Hollywood Reporter»): «Фильм стремится к капризу и остроте, но выходит лишь пустота»[2].
- Филип Уантч («Dallas Morning News»): «Если режиссёр представлял несколько моментов фильма как иронию, то картине явно не хватает изящества»[2].
- Кевин Краст («Los Angeles Times»): «Режиссёр пытается возместить глупость персонажей поддельно-южной искренностью и непрерывным закадровым голосом, который порядком раздражает»[2].

## Похожие работы
- Хорошая девочка (2002, Мигель Артета)